# Égők bálja
Az égők bálja (franciául Bal des Ardents) egy rosszul sikerült mulatság volt VI. Károly francia király udvarában, az Hôtel Saint-Polban 1393. január 28-án, amikor az egyik táncoló jelmeze meggyulladt, és a gyorsan terjedő tűzben többen halálra égtek.

## A bál
A bált az uralkodó feleség, Bajor Izabella rendezte egyik udvarhölgye esküvőjének alkalmából. Egy játék során a királyt és öt nemesember társát, akik vad erdei embereknek öltöztek, összekötözték, és ők így táncoltak. Jelmezük szurokba áztatott vászonból készült, amelyre lenfonatokat erősítettek. Arcukat hasonló maszk fedte.
Ekkor érkezett meg I. Lajos orléans-i herceg részegen, kíséretével, amely fáklyákkal világított, holott előre figyelmeztettek mindenkit, hogy a jelmezek gyúlékonysága miatt sem fáklyát, sem gyertyát nem szabad a terembe vinni. A láng hozzáért az egyik táncos jelmezéhez, amely azonnal meggyulladt, és a tűz pillanatokon belül átterjedt a többiekre. Meggyulladt VI. Károly ruhája is, de szerencséjére az egyik udvarhölgynek, a 14 éves Berri hercegnőnek sikerült eloltania a szoknyájával. Az egyik táncosnak sikerült belefojtania a lángokat egy hordó borba, a többi négy táncos halálra égett.
Az eset híre gyorsan terjedt, és felháborodást váltott ki Franciaországban. Emiatt a királyi családnak nyilvános bűnbánatot kellett gyakorolni a dekadenciáért. A valószínűleg amúgy is bipoláris zavarban szenvedő Károly idővel beleőrült a történtekbe, és rokonai átvették tőle az ország vezetését.